# NGC 6948
NGC 6948 este o galaxie situată în constelația Indianul. A fost descoperită în 24 iulie 1835 de către John Herschel.